# John Tardy
John Tardy (ur. 15 marca 1968) – amerykański wokalista, znany przede wszystkim z występów w deathmetalowej grupie muzycznej Obituary wraz z bratem Donaldem Tardy, który jest perkusistą.
Jeden z ulubionych przez wokalistę przepisów kulinarnych ukazał się w 2009 roku w książce Hellbent For Cooking: The Heavy Metal Cookbook (Bazillion Points, ISBN 978-0-9796163-7-2). Ponadto w książce znalazły się przepisy nadesłane przez takich muzyków jak: Marcel Schirmer (Destruction), Jeff Becerra (Possessed), Mille Petrozza (Kreator) czy Andreas Kisser (Sepultura).

## Dyskografia
- Sepultura - Beneath the Remains (1989, gościnnie śpiew w utworze „Stronger Than Hate”[4])
- Cancer - To the Gory End (1990, gościnnie śpiew)
- Master - On the Seventh Day God Created... Master (1991, gościnnie śpiew)
- Tardy Brothers - Bloodline (2009)[5]